# Technopole Cherbourg Normandie
La technopole Cherbourg Normandie est une technopole située à Cherbourg-Octeville en Basse-Normandie.
Elle s'appuie sur 2 pôles : 
- le pôle nucléaire
- le pôle mer

Son objectif est de favoriser les liens entre les différents acteurs de l'industrie, de la formation et de la recherche.